# São Salvador da Aramenha

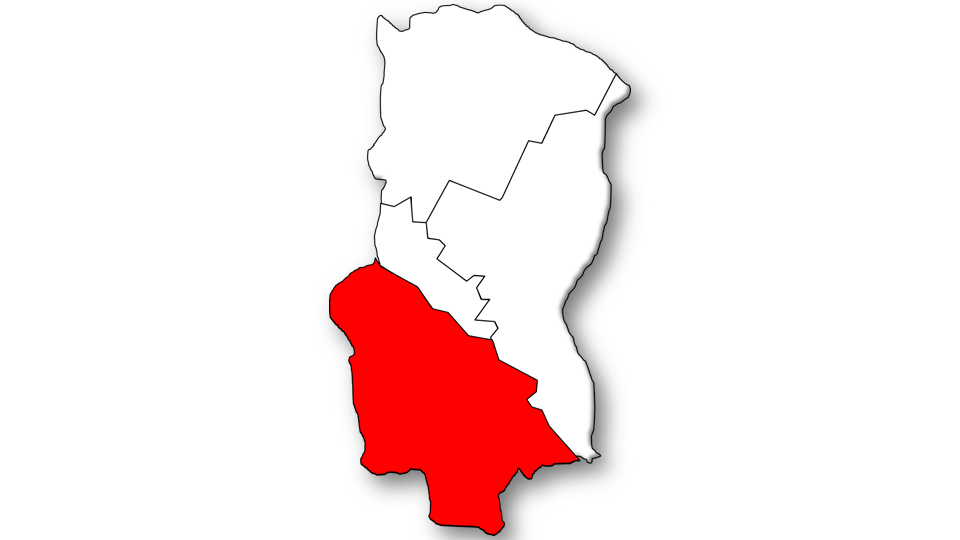
Localização no Município de Marvão

São Salvador da Aramenha é uma povoação portuguesa sede da freguesia homónima do município de Marvão. A freguesia tem 50,76 km² de área e em 2021 tinha 1 235 habitantes (densidade: 24,3 hab./km²).

## Demografia
A população registada nos censos foi:
| Distribuição da População por grupos etários | Distribuição da População por grupos etários | Distribuição da População por grupos etários | Distribuição da População por grupos etários | Distribuição da População por grupos etários |
| -------------------------------------------- | -------------------------------------------- | -------------------------------------------- | -------------------------------------------- | -------------------------------------------- |
| Ano                                          | 0-14 Anos                                    | 15-24 Anos                                   | 25-64 Anos                                   | > 65 Anos                                    |
| 2001                                         | 157                                          | 146                                          | 723                                          | 501                                          |
| 2011                                         | 160                                          | 116                                          | 715                                          | 435                                          |
| 2021                                         | 126                                          | 100                                          | 605                                          | 404                                          |

## Património
- Ammaia — ruínas de cidade romana
- Caleiras da Escusa — antigas minas de cal, atualmente desativadas, perto da aldeia da Escusa
- Ponte romano-medieval da Portagem
- Aldeia da Escusa

## Lugares
A freguesia agrega os seguintes lugares:
| - Alvarrões - Escusa - Jardim - Portagem |  | - Porto da Espada - Rasa - Ribeirinha - São Salvador da Aramenha |  | - Carris - Carriçal - Olhos D'Água - Prado |